# 无芒山涧草
无芒山涧草（学名：Chikusichloa mutica）为禾本科山涧草属下的一个种。